# Arcidiocesi di Lecce

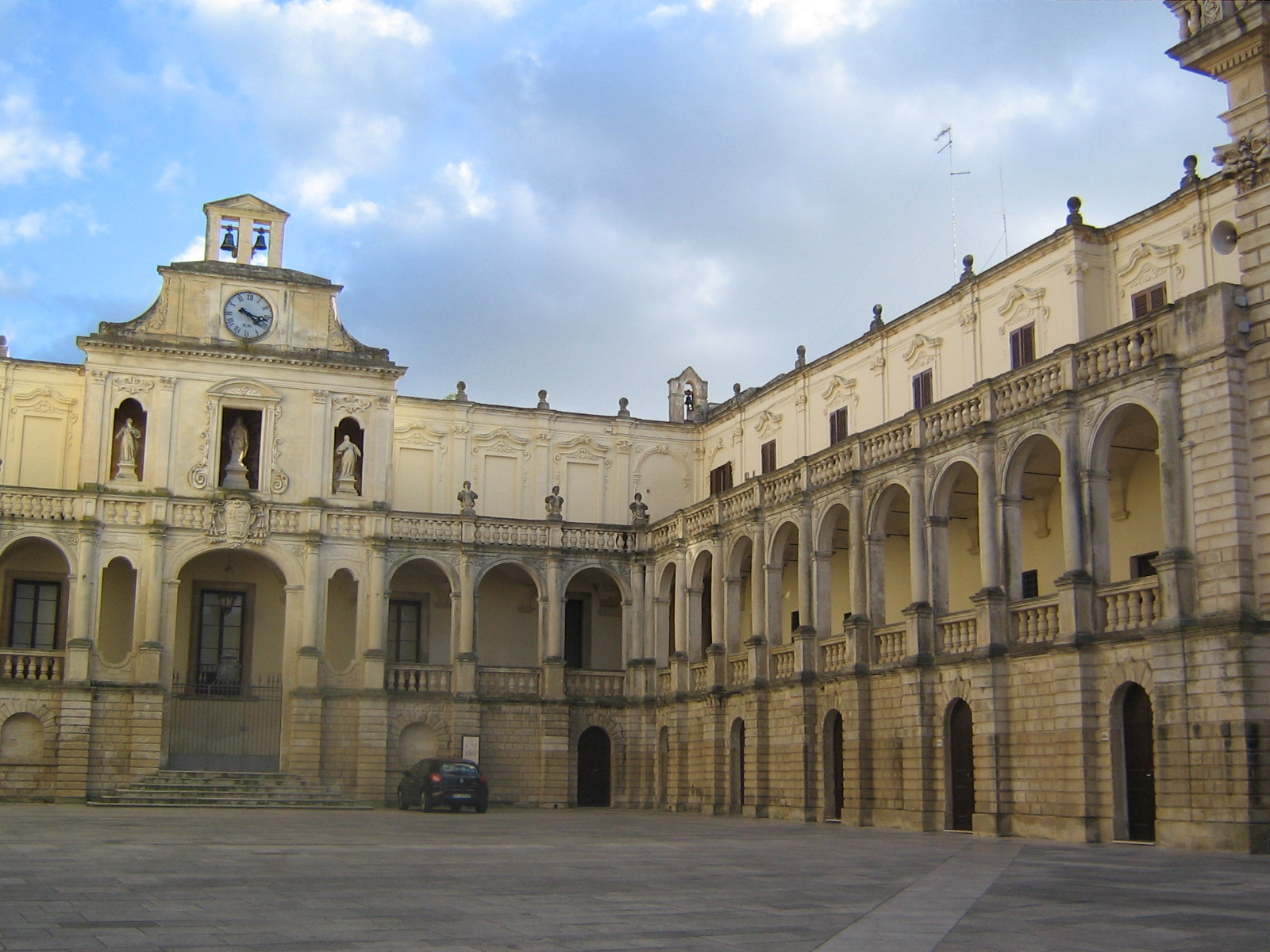
Palazzo arcivescovile.

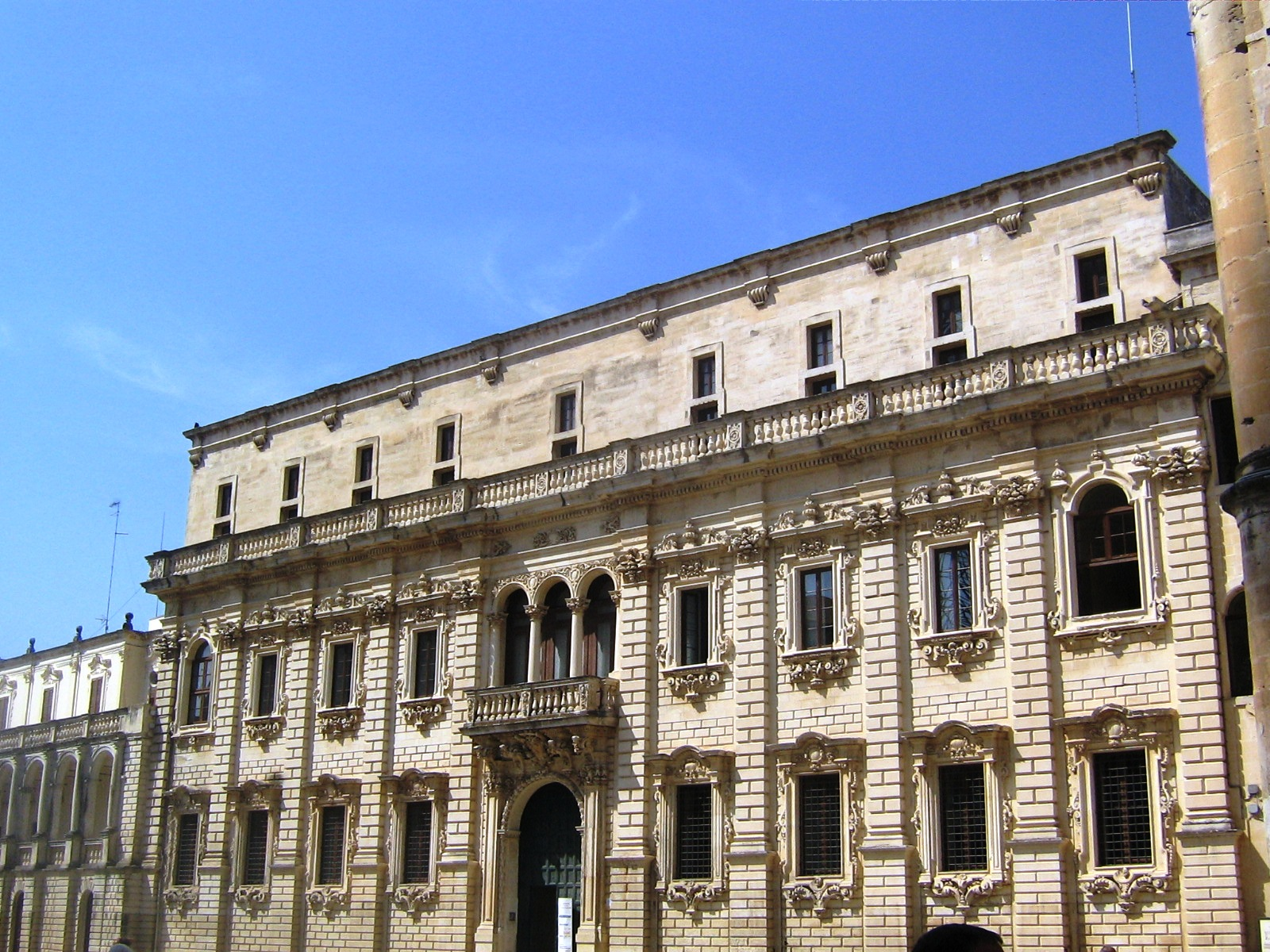
Antico palazzo del seminario diocesano.

L'arcidiocesi di Lecce (in latino Archidioecesis Lyciensis) è una sede metropolitana della Chiesa cattolica in Italia appartenente alla regione ecclesiastica Puglia. Nel 2023 contava 262.306 battezzati su 265.602 abitanti. È retta dall'arcivescovo Angelo Raffaele Panzetta.

## Territorio
L'arcidiocesi comprende 18 comuni:

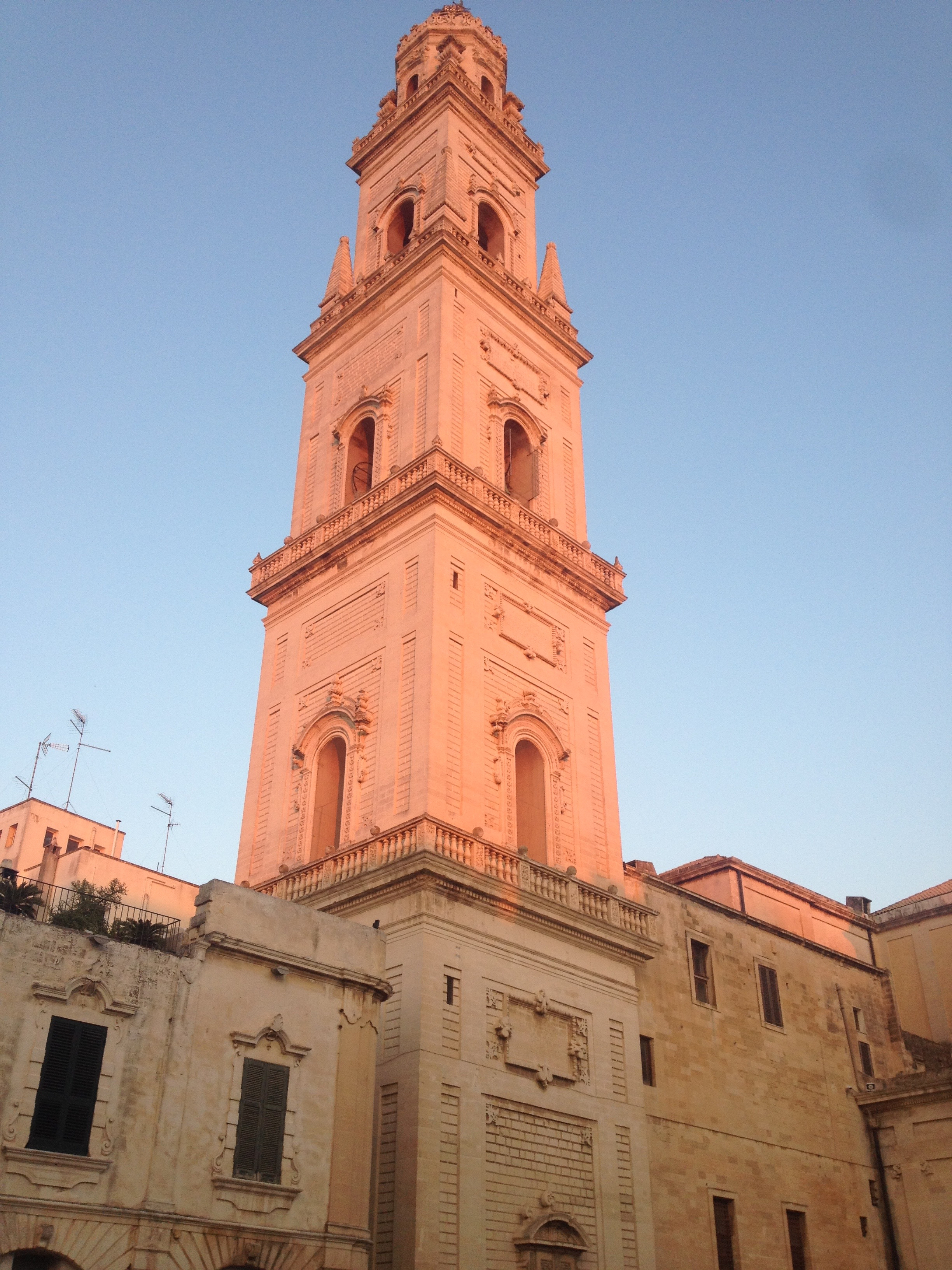
Il Campanile del Duomo di Lecce colorato di un caldo rosa dal sole in tramonto, particolarità della pietra leccese.

- 2 comuni in provincia di Brindisi: San Pietro Vernotico e Torchiarolo;
- 16 comuni in provincia di Lecce: Arnesano, Campi Salentina, Carmiano, Cavallino, Lecce, Lequile, Lizzanello, Melendugno, Monteroni di Lecce, Novoli, San Cesario di Lecce, San Pietro in Lama, Squinzano, Surbo, Trepuzzi e Vernole.

Sede arcivescovile è la città di Lecce, dove si trova la cattedrale di Maria Santissima Assunta.
Tre chiese leccesi hanno ricevuto la dignità di basilica minore:
- la basilica di Santa Croce, elevata da papa Pio X il 24 gennaio 1905;[2]
- la basilica di San Giovanni Battista al Rosario, elevata da papa Pio XII l'11 giugno 1948;[3]
- la basilica di San Domenico Savio, elevata da papa Giovanni Paolo II il 16 aprile 1984[4]

### Parrocchie e vicarie
Il territorio si estende su 750 km² ed è suddiviso in 77 parrocchie, raggruppate in 4 vicarie:
- Lecce
- Monteroni di Lecce
- Squinzano
- Vernole

### Provincia ecclesiastica
La provincia ecclesiastica dell'arcidiocesi di Lecce, istituita nel 1980, comprende 4 suffraganee:
- l'arcidiocesi di Brindisi-Ostuni;
- l'arcidiocesi di Otranto;
- la diocesi di Nardò-Gallipoli;
- la diocesi di Ugento-Santa Maria di Leuca.

## Storia

### Le origini

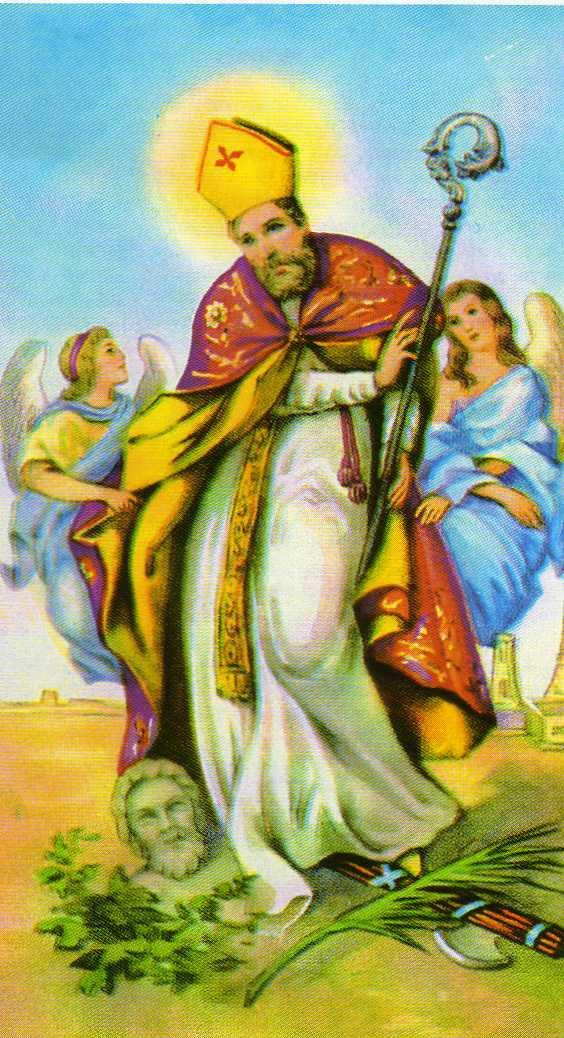
Sant'Oronzo, protovescovo di Lecce.

La tradizione, non anteriore alla seconda metà del Cinquecento, fa risalire la fondazione della diocesi di Lecce ai tempi apostolici: nel I secolo Giusto di Corinto avrebbe predicato la fede cristiana nella città salentina convertendo Oronzo, che sarebbe poi stato consacrato vescovo a Corinto dall'apostolo Paolo, che gli avrebbe affiancato come coadiutore e successore il nipote Fortunato.
A partire dal Seicento, storici locali come Giulio Cesare Infantino e Francesco Nicola Fatalò ampliarono la cronotassi leccese dei primi secoli, in parte fatta propria da Ferdinando Ughelli nella sua Italia sacra, e, secondo i gusti dell'epoca, «con l'ausilio della fantasia» recepirono «acritiche tradizioni circa le origini della sede vescovile e la successione episcopale». Divennero così vescovi di Lecce, prelati che storicamente occuparono altre sedi episcopali, come Leucio di Brindisi, Dionisio di Roma, Biagio di Sebaste o Niceta di Remesiana.
Secondo De Leo, le leggende agiografiche all'origine della cronotassi episcopale leccese sottintendono tuttavia un «nucleo di verità», e cioè che «è estremamente verosimile che la diffusione del Cristianesimo in Terra d'Otranto sia avvenuta verso il IV-V secolo per opera del protovescovo di Brindisi Leucio». Una prima presenza cristiana a Lecce è inoltre ricordata in uno dei carmi del vescovo Paolino di Nola nel IV secolo.
La diocesi è storicamente documentata a partire dalla seconda metà del VI secolo: nel 553 il vescovo Venanzio Lippiensis sottoscriveva a Costantinopoli il Constitutum con cui papa Vigilio vietava la condanna dei Tre Capitoli; nel 595, a causa della morte del vescovo, papa Gregorio Magno nominava Pietro di Otranto visitatore apostolico della diocesi e lo incaricava di vegliare sull'elezione del nuovo vescovo. Della diocesi leccese non si hanno più notizie fino all'XI secolo.

### Il medioevo
La diocesi di Lecce fa la sua ricomparsa nella seconda metà dell'XI secolo, in concomitanza con le conquiste normanne, che fecero di Lecce un importante centro commerciale, fino a diventare capoluogo del Salento. In questo periodo troviamo il vescovo Teodoro, documentato in diplomi del 1057, del 1092 e del 1101, testi sulla cui autenticità tuttavia gli storici non sono unanimi.
All'inizio del XII secolo è noto il vescovo Formoso, il cui nome appare nell'epigrafe dedicatoria della cattedrale, che egli fece costruire nel 1114 con l'aiuto del conte di Lecce Goffredo d'Altavilla, fratello di Roberto il Guiscardo; venne ristrutturata dopo il 1230, su disposizione del vescovo Roberto. È documentata dal medioevo l'appartenenza di Lecce alla provincia ecclesiastica dell'arcidiocesi di Otranto.
Risale al 1133, per opera del conte Accardo II, la fondazione del monastero benedettino femminile di San Giovanni Evangelista, che l'anno successivo divenne immediatamente soggetto alla Santa Sede per disposizione dell'antipapa Anacleto II. Divenne prima abbadessa Agnese, sorella del conte. Nel 1180 venne fondato il monastero benedettino dei Santi Niccolò e Cataldo.
Nel XII secolo, «la Chiesa di Lecce ebbe in donazione alcuni feudi, tra i quali quello di San Pietro Vernotico… Il vescovo di Lecce vantava diritti feudali su San Pietro Vernotico, Novoli, Carmiano, Magliano, Monteroni, San Pietro in Lama e Lequile, aveva giurisdizione civile e criminale su Lequile, Cavallino, Lizzanello, Vanze, Merine, Campi, Strudà, Melendugno, San Cassiano e Squinzano».
Tra XIII e XIV secolo arrivarono a Lecce alcuni importanti ordini religiosi: nel 1219 arrivarono i francescani, inviati dallo stesso san Francesco d'Assisi, che fondarono il primo convento nel 1273; in seguito giunsero i Celestini di Santa Croce e nel 1388 i domenicani.
Per l'importanza assunta dalla città nel XV secolo, il vescovo Tommaso Morganti nel 1410 ottenne dal papa l'esenzione dalla giurisdizione metropolitica degli arcivescovi di Otranto; ma tale privilegio durò per poco tempo, in quanto venne revocato al successore Curello Ciccaro.

### Cinquecento e Seicento

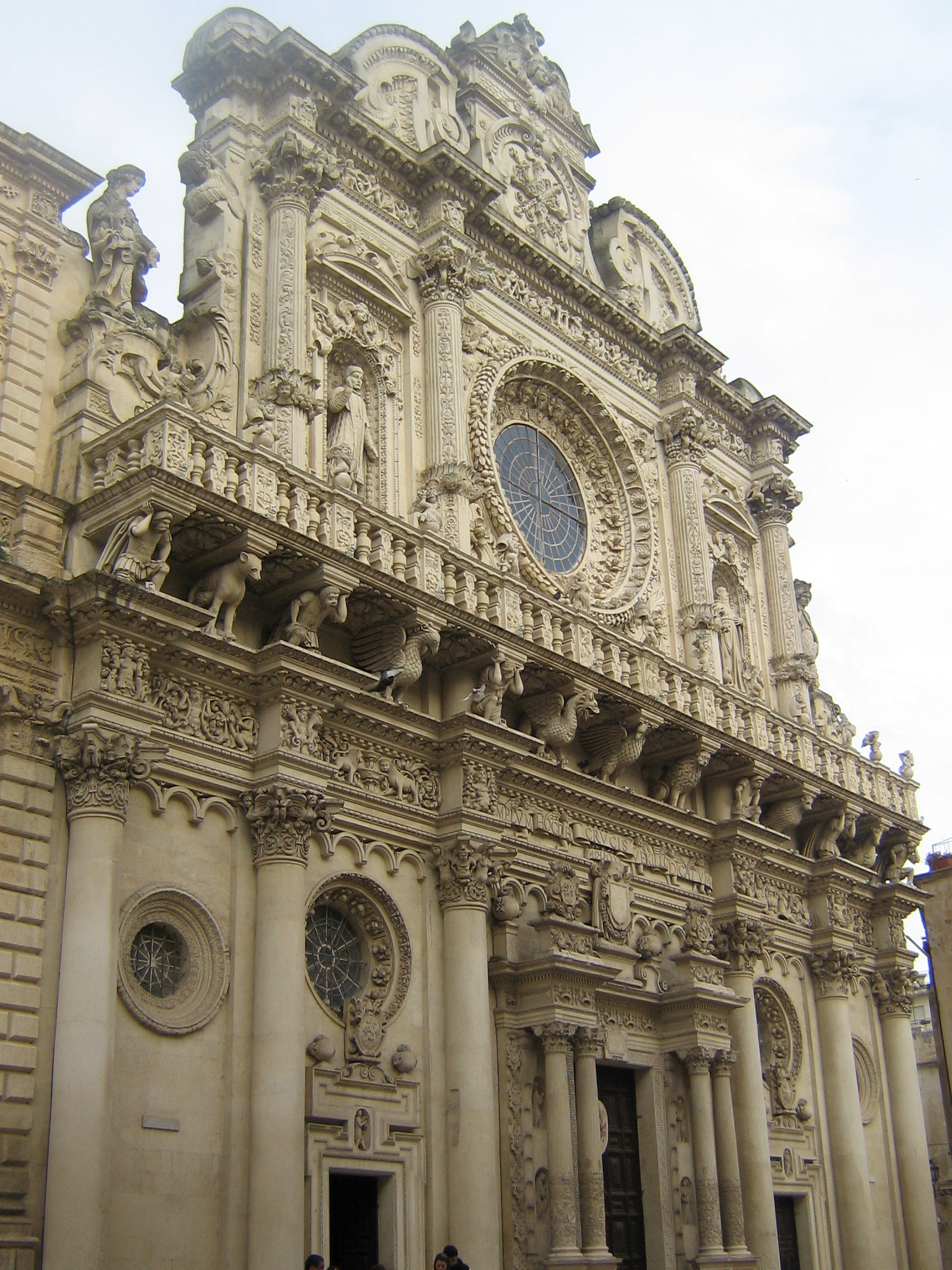
La basilica di Santa Croce.

Dal 17 maggio 1518 fino al 3 giugno 1521, durante l'episcopato di Giovanni Antonio Acquaviva d'Aragona, la diocesi di Lecce fu unita in persona episcopi alla diocesi di Alessano.
Durante l'episcopato di Braccio Martelli, a metà XVI secolo, ci fu un forte impulso all'edilizia religiosa; in questo periodo aprirono nuovi cantieri, tra i più importanti quello della basilica di Santa Croce. Lo stesso vescovo fu il primo prelato leccese a partecipare al concilio di Trento.
Nella seconda metà del Cinquecento, la Chiesa leccese fu segnata dal lungo episcopato di Annibale Saraceno (1560-1591), fratello del cardinale Giovanni Michele Saraceni, che lo aveva preceduto, come amministratore apostolico, sulla cattedra salentina. Entrato in conflitto con il capitolo della cattedrale, fu accusato della morte del tesoriere capitolare e sottoposto a giudizio a Roma, dove venne condannato e sospeso per sette anni (1571-1578). Durante questo periodo, nel quale la diocesi venne governata da vicari provenienti da altre diocesi, fu celebrato il primo sinodo diocesano per l'applicazione delle normative tridentine (1563). In questi anni arrivarono a Lecce i gesuiti (1574), guidati da san Bernardino Realino, e i teatini (1591), preceduti dai carmelitani nel 1546.
Vita difficile ebbe anche il successore Scipione Spina (1591-1639), che entrò in conflitto pure lui con il capitolo della cattedrale, composto da rampolli delle migliori famiglie aristocratiche della città in continua competizione fra loro, e soprattutto con le autorità cittadine, che lo accusarono di appropriazione indebita di fondi dell'ospedale dello Spirito Santo. Trasferitosi a Roma per essere sottoposto a processo, fu rinchiuso nelle prigioni di Castel Sant'Angelo nel 1596 fino alla chiusura del processo, da cui uscì vittorioso, ma raggiunse Lecce solo nel 1600.
Vero iniziatore della riforma tridentina a Lecce fu il vescovo Luigi Pappacoda (1639-1670), «uomo energico, ma conciliante, celebrò sinodi, visitò le parrocchie e ottenne importanti risultati a vantaggio della Riforma». Lustro alla Chiesa leccese fu data dall'elezione al soglio pontificio, con il nome di Innocenzo XII, di Antonio Pignatelli, che era stato vescovo a Lecce dal 1671 al 1682.

### Chiesa e arte barocca

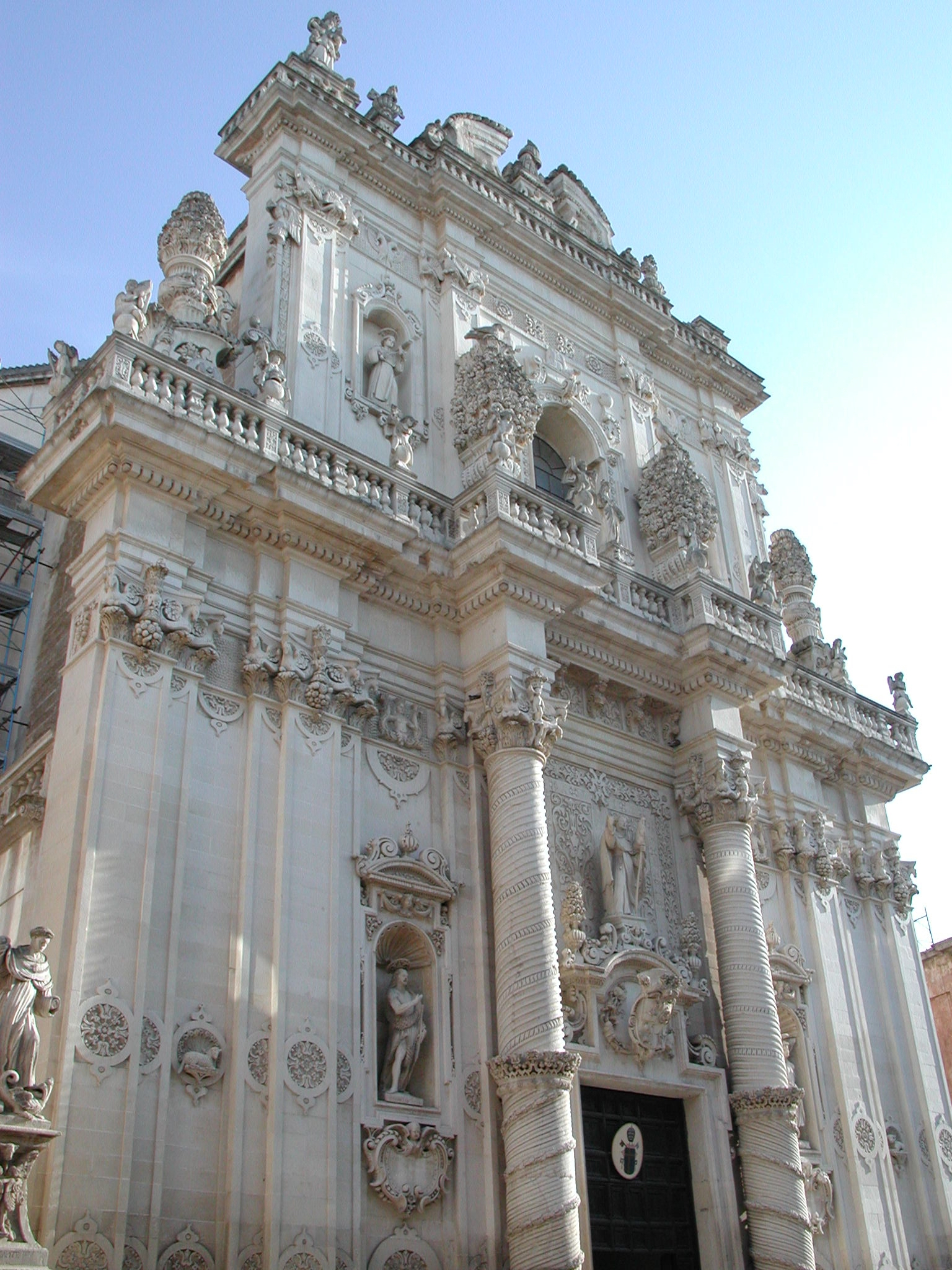
La basilica di San Giovanni Battista al Rosario.

Nella seconda metà del XVI secolo, la Chiesa leccese iniziò una rivoluzione architettonica che sarebbe durata circa due secoli. Con gli stimoli pervenuti dal barocco romano e del plateresco spagnolo, i vescovi di Lecce, e gli ordini religiosi presenti in città, avviarono una serie di modifiche e di nuove strutture, che poco dopo influenzarono anche le residenze signorili, segnando così l'inizio del barocco leccese, che trovò nella Chiesa la sua più grande promotrice. Si venne a creare in alcuni casi una specie di simbiosi vescovo-architetto, come nei casi di Luigi Pappacoda, con Giuseppe Zimbalo, e di Antonio e Michele Pignatelli con Giuseppe Cino.
Nel 1661 Luigi Pappacoda commissionò la ricostruzione del duomo all'architetto Giuseppe Zimbalo, che concluse i lavori nel 1682; nel 1751 Alfonso Sozy Carafa vi fece aggiungere l'artistico portone in rovere.
Nel XVII secolo Lecce divenne un vero e proprio cantiere a cielo aperto. Risalgono a questo periodo i lavori per la costruzione della basilica di San Giovanni Battista al Rosario e delle chiese di Sant'Irene, Santa Teresa, Sant'Anna, Santa Chiara, Sant'Angelo o Santa Maria di Costantinopoli, San Matteo, della chiesa della Madre di Dio o delle Scalze e di altre. Si comprende, quindi, come l'attività della Chiesa leccese, sia stata fondamentale per lo sviluppo dell'intera città.
Nel XVIII secolo la Chiesa leccese continuò, anche se con meno frenesia, ad erigere chiese barocche, i principali esempi sono chiesa delle Alcantarine o di Santa Maria della Provvidenza e la chiesa del Carmine.

### Il Settecento
Il seminario, completato nel 1709 e inaugurato il 1º settembre, venne fatto edificare dal vescovo Michele Pignatelli, che ne affidò progettazione e realizzazione a Giuseppe Cino.
Poco dopo la città e la diocesi leccese vissero uno dei momenti più cupi e tristi della loro storia, punto culminante dei contrasti secolari tra autorità civile e autorità religiosa. «Fabrizio Pignatelli, rappresentante della resistenza papale contro gli exequatur e le gabelle avverse ai chierici, non accettava le restrizioni in materia volute dall'amministrazione civica, la quale lamentava l'impossibilità di sopravvivenza, visto il numero di coloro che si ponevano sotto la tonaca per non pagare le tasse». «Il contrasto profondo tra autorità ecclesiastica e civile, che causò prima la repentina cattura e deportazione del vescovo Pignatelli fuori del Regno, e poi l'espulsione da Lecce del vicario generale Scipione Martirani, nonché l'incarcerazione dei parenti dell'uno e dell'altro», è all'origine dell'interdetto lanciato contro la città dal vescovo Fabrizio Pignatelli, confermato con un breve apostolico da papa Clemente XI il 24 dicembre 1711. A Lecce fu così vietata ogni tipo di attività religiosa, sacramentale e pastorale, fino alla risoluzione delle gravi tensioni tra Stato e Chiesa nel 1719.
Tra i prelati del Settecento si distinsero in particolare Scipione Sersale (1744-1751), che si prodigò per l'organizzazione del seminario e l'adeguata preparazione dei candidati al sacerdozio; e Alfonso Sozy Carafa (1751-1783), che si adoperò per riportare un clima di serenità nella Chiesa e nella città di Lecce.

### Epoca contemporanea

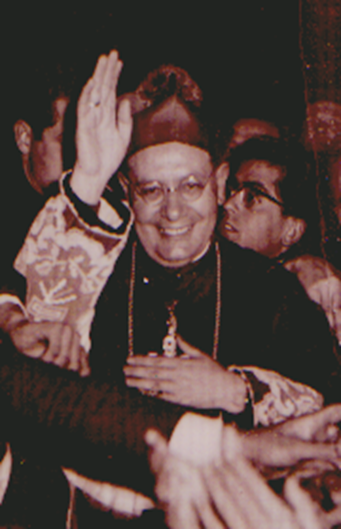
Francesco Minerva, primo arcivescovo metropolita di Lecce, sulla cattedra leccese per oltre 30 anni dal 1950 al 1981.

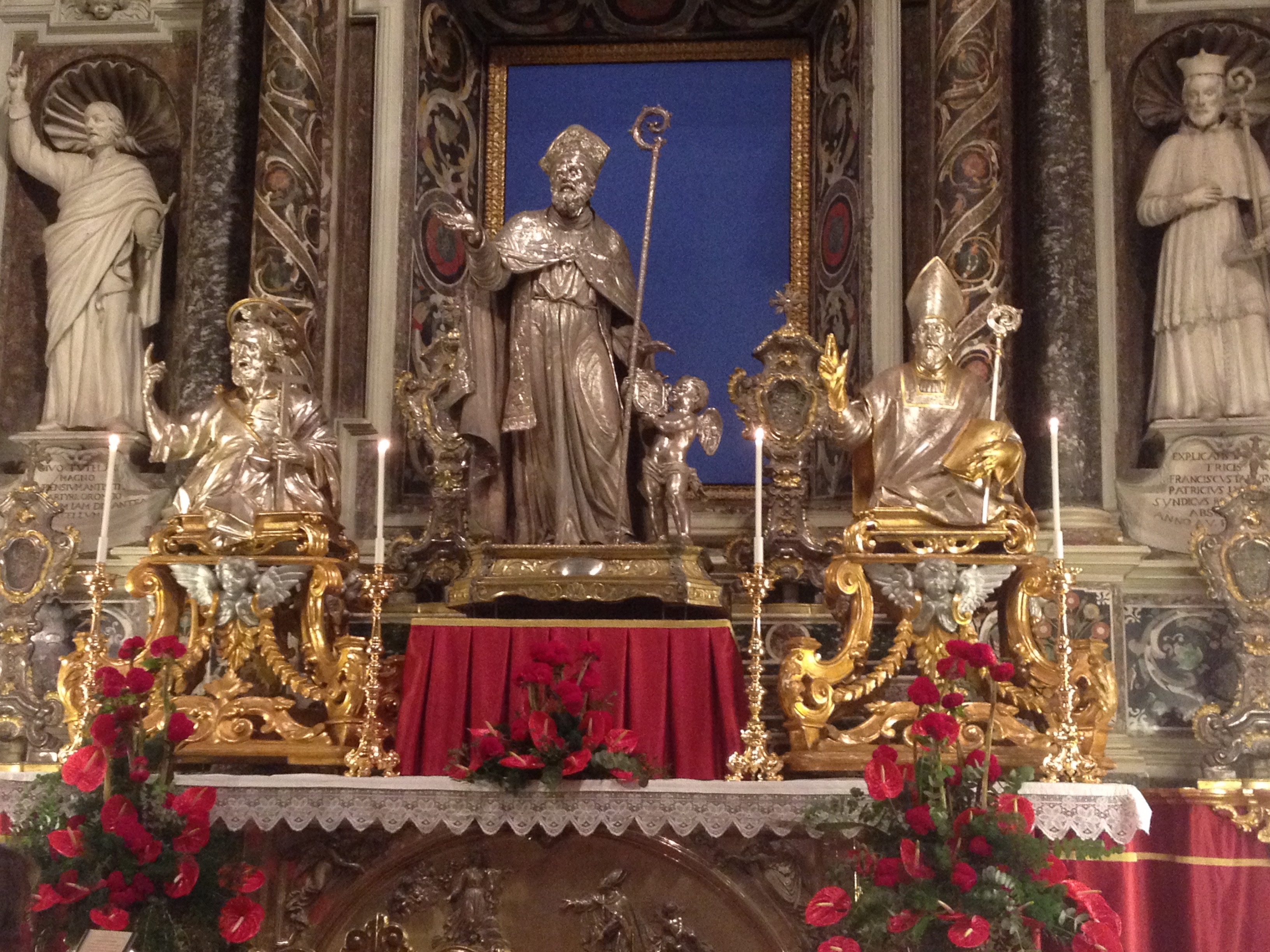
Le statue argentee dei santi patroni intronizzati in Cattedrale durante i giorni della festa in loro onore. Vengono portate in solenne processione il 24 agosto.

Nell'Ottocento, il vescovo Nicola Caputo (1818-1862) fu l'unico vescovo salentino ad appoggiare apertamente il processo unitario. Nel 1848 procedette alla benedizione del vessillo tricolore durante i moti rivoluzionari, cosa che gli causò alcuni anni d'esilio a Capua; nel 1860 inviò un messaggio benaugurale a Garibaldi. Con l'unità d'Italia, molti beni della chiesa leccese furono confiscati, tra cui anche il seminario, divenuto una caserma, e restituito alla diocesi grazie alle istanze del vescovo Salvatore Luigi Zola (1877-1898).

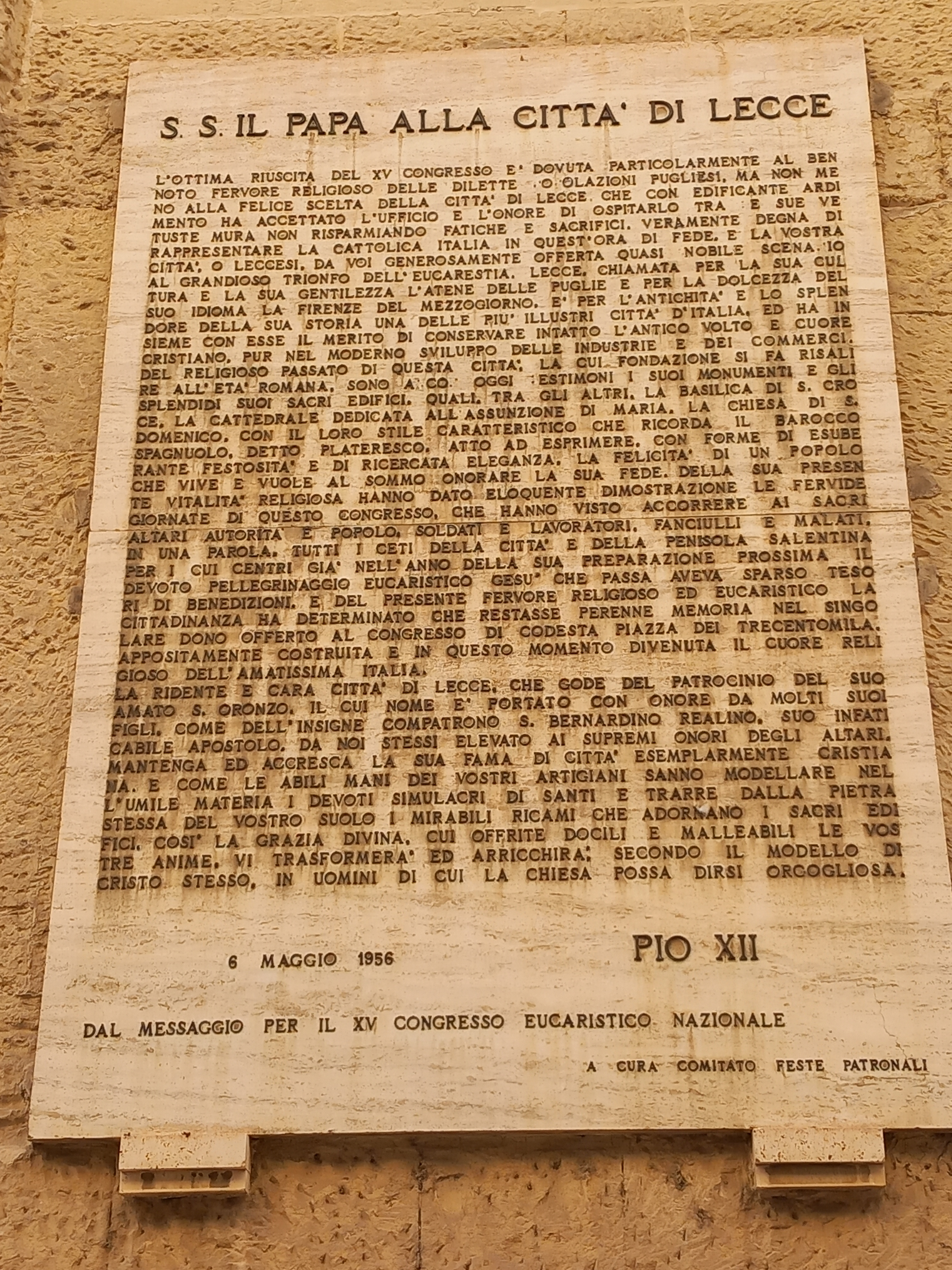
Lapide in memoria del XV congresso eucaristico nazionale a Lecce

L'inizio del Novecento vide l'azione pastorale del vescovo Gennaro Trama (1902-1927), che «combatté gli errori del modernismo, celebrò il congresso eucaristico del 1925, promosse l'associazionismo laicale con la nascita dell'Azione Cattolica, dei terziari francescani, delle dame di Carità, delle diverse confraternite; promosse anche la nascita del Piccolo Credito Salentino, prima banca cattolica nel Salento».
Nel secondo dopoguerra operò il vescovo Francesco Minerva (1950-1981), che cercò di applicare le normative del concilio Vaticano II, e che nel 1956, dal 29 aprile al 6 maggio, ospitò a Lecce il XV Congresso eucaristico nazionale, a cui intervenne come legato pontificio il cardinale Marcello Mimmi.. Fu presente anche l'allora cardinale Angelo Giuseppe Roncalli, futuro papa Giovanni XXIII. Durante il suo episcopato venne fondato il settimanale l'Ora del Salento (1963) e fu eretto l'Istituto di Scienze Religiose (1959), per la formazione dei laici.
Il 28 settembre 1960 la diocesi perse la sua secolare suffraganeità all'arcidiocesi di Otranto, diventando immediatamente soggetta alla Santa Sede in virtù della bolla Cum a nobis di Giovanni XXIII.
Il 20 ottobre 1980 Lecce è stata elevata al rango di sede metropolitana con la costituzione apostolica Conferentia Episcopalis Apuliae di papa Giovanni Paolo II. Con questa bolla, contestualmente alla soppressione delle sedi metropolitane di Brindisi e Otranto, viene istituita la provincia ecclesiastica leccese costituita da 6 diocesi suffraganee: Otranto, Ugento-Santa Maria di Leuca, Nardò, Gallipoli, Brindisi e Ostuni. Il 30 settembre 1986, con il decreto Instantibus votis della Congregazione per i Vescovi, sia Brindisi e Ostuni che Nardò e Gallipoli, furono unite in plena unione; il numero delle suffraganee si ridimensionò così a 4 diocesi. Francesco Minerva fu l'ultimo vescovo ed il primo arcivescovo metropolita di Lecce.
Il 16 luglio 1988 viene annessa all'arcidiocesi la parrocchia della frazione di Borgagne nel comune di Melendugno precedentemente appartenuta all'arcidiocesi di Otranto.
Il 17 e 18 settembre 1994 l'arcidiocesi di Lecce ricevette la visita apostolica di papa Giovanni Paolo II che in tale occasione inaugurò il sinodo diocesano e il nuovo seminario arcivescovile e definì la città di Lecce "una vera e propria città chiesa".
Nel 2006, nel 50º anniversario del XV Congresso eucaristico nazionale, si è tenuto un Congresso eucaristico diocesano, presieduto da Cosmo Francesco Ruppi, a cui hanno partecipato i vescovi e arcivescovi suffraganei e, delegati da papa Benedetto XVI, i cardinali Salvatore De Giorgi e Angelo Sodano.
Negli anni 2016-2017 si è svolto il sinodo diocesano dei giovani, come momento di particolare ascolto delle nuove generazioni, indetto, preparato e celebrato dall'arcivescovo Domenico D'Ambrosio.
Il 26 agosto 2021, solennità dei Santi Patroni, viene inaugurato dall'arcivescovo Michele Seccia il giubileo in occasione dei duemila anni dalla nascita di Sant'Oronzo. Con decreto della Penitenzieria Apostolica viene concessa l'indulgenza plenaria per il giubileo.

## Cronotassi dei vescovi
Si omettono i periodi di sede vacante non superiori ai 2 anni o non storicamente accertati.

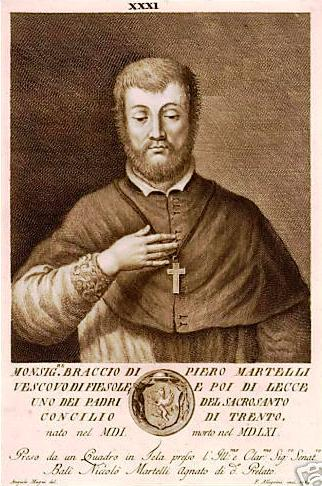
Braccio Martelli, vescovo dal 1552 al 1560, prese parte al concilio di Trento.

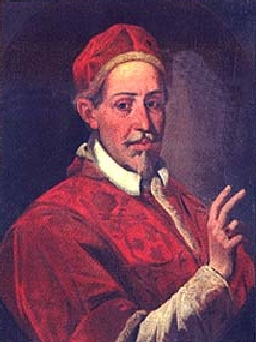
Antonio Pignatelli, futuro papa Innocenzo XII, fu vescovo leccese dal 1671 al 1682.

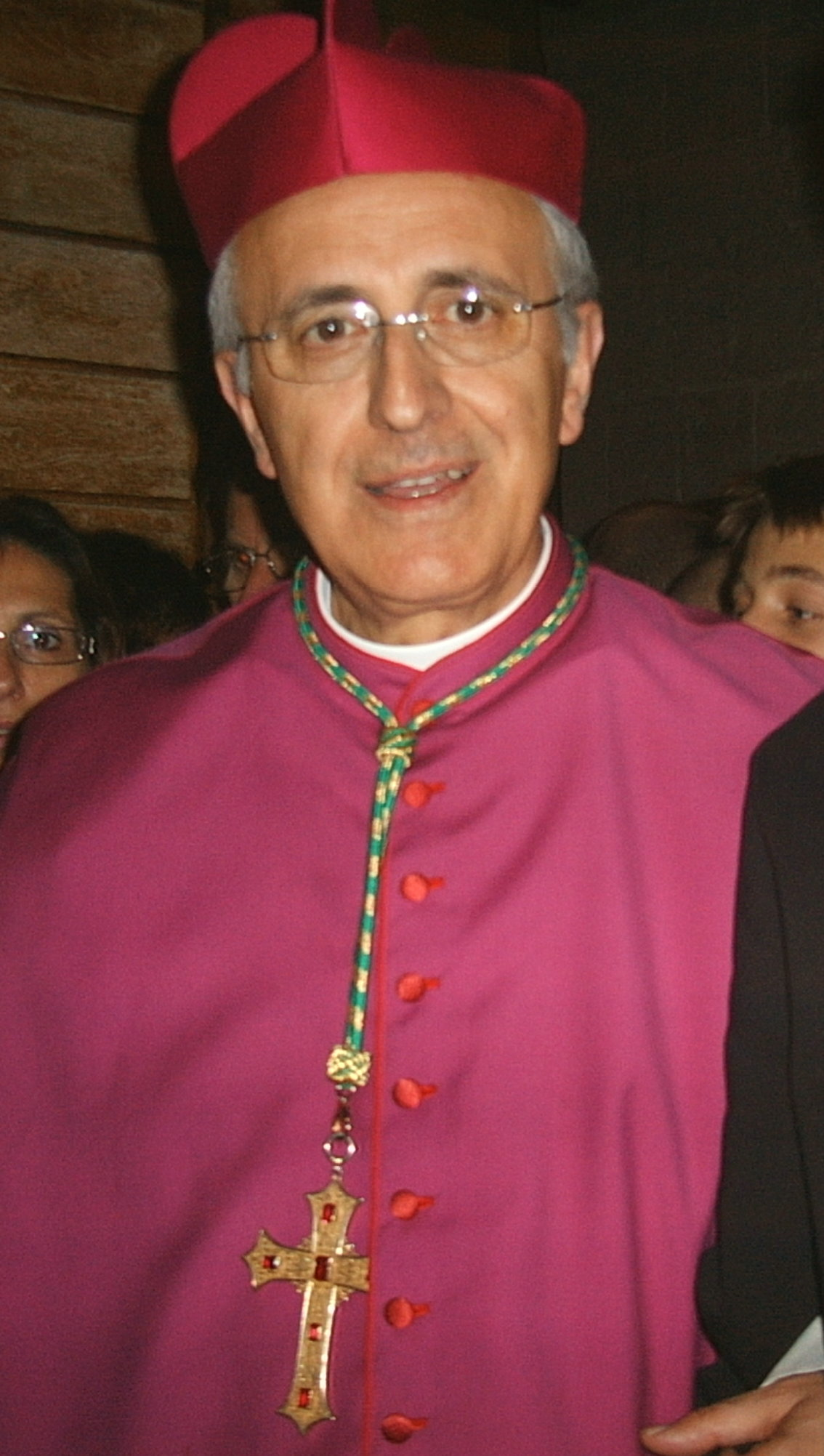
Domenico Umberto D'Ambrosio, arcivescovo emerito di Lecce.

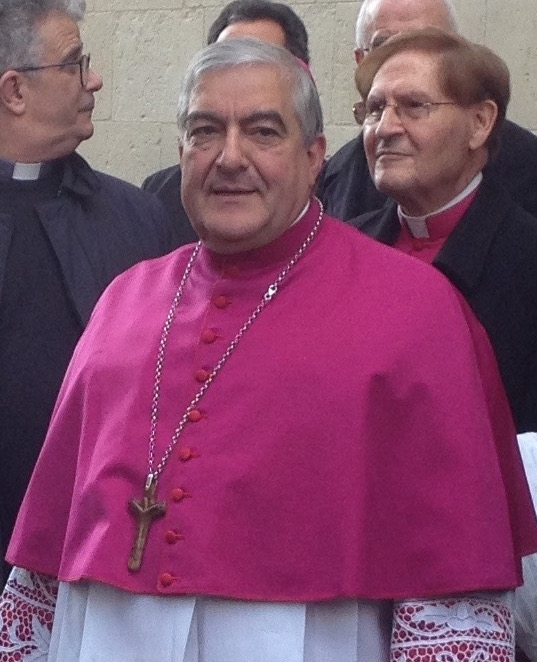
Michele Seccia, arcivescovo emerito di Lecce.

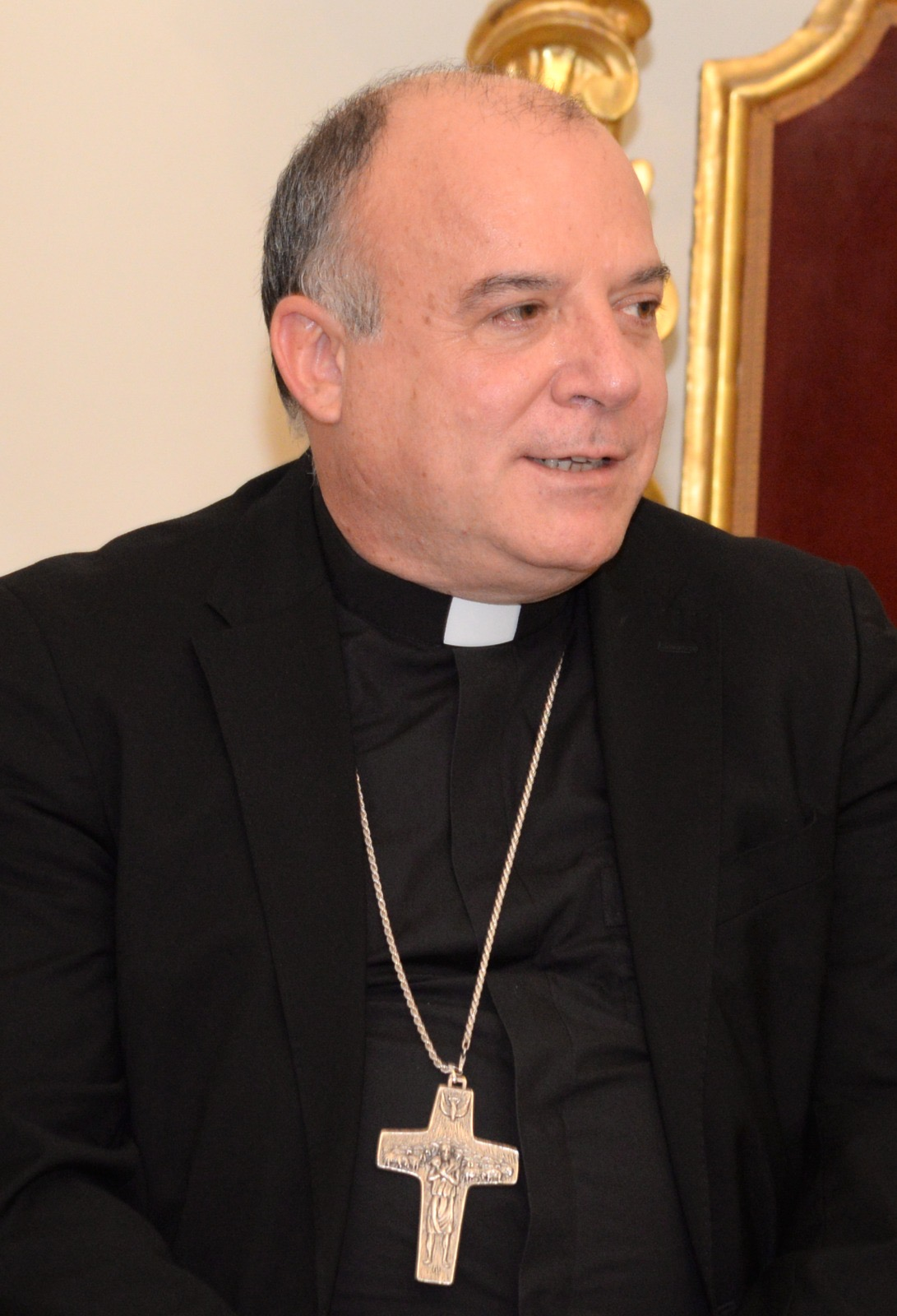
Angelo Raffaele Panzetta, dal 2025 arcivescovo metropolita di Lecce.

I vescovi che precedono Venanzio (VI secolo) non sono storicamente attestati, ma deriverebbero da una ricostruzione della storiografia leccese secentesca.
- Sant'Oronzo ? † (I secolo)
- San Fortunato ? † (I secolo)
- Sant'Eleno ? † (I secolo)[22]
- San Leucio ? † (I secolo)
- Donato ? † (II secolo)[23]
- San Dionisio ? † (III secolo)[24]
- San Biagio ? † (IV secolo)[25]
- Sant'Aniceto (o Niceta) ? † (V secolo)[26]
- Giovanni Salice ? † (V secolo)[27]
- Leucio II ? † (V secolo)[28]
- Venanzio † (menzionato nel 553)[29]
- Teodoro Bonsecolo † (attestato nel 1057, nel 1092 e nel 1101)
- Formoso[30] † (prima del 1114 - dopo il 1115)
- Gualtiero I † (menzionato nel 1134)
- Pietro Guarini † (prima del 1179 - dopo il 1182)[31][32]
- Fulco Bello † (prima di luglio 1196 - dopo il 1200)[31]
- Roberto[33] † (prima di dicembre 1212 - dopo il 1230)[31]
  - Sede vacante (ottobre 1239)[31]
- Gualtiero II di Massafra † (documentato come "vescovo eletto" nel 1254 e 1255)[31]
- Roberto di San Biagio † (menzionato nel 1260 ?)[31]
- Pietro de Romana † (documentato come "vescovo eletto" nel 1267)[31]
- Anonimo † (? - 1269 deceduto)[31]
- Gervasio † (8 settembre 1269 - febbraio/giugno 1272 deceduto)[31]
- Anonimo † (documentato come "vescovo eletto" nel 1272)[31]
  - Sede vacante (marzo 1274)[31]
- Godefredo (Goffredo) † (menzionato nel 1285 circa)[34]
- Roberto di Noha † (menzionato nel 1301)
- Giovanni de Glandis † (prima del 1339 - 1348 deceduto)
- Roberto Guarini † (9 novembre 1348 - ? deceduto)
- Antonio De Ferraris † (4 luglio 1373 - ? deceduto)
  - Nicola da Taranto † (23 maggio 1384 - 1º marzo 1387 nominato vescovo di Bitetto) (antivescovo)
  - Ludovico † (menzionato nel 1386) (vescovo eletto)
- Leonardo † (8 novembre 1386 - 1389 dimesso)
- Antonio da Viterbo, O.F.M. † (17 dicembre 1389 - ? deceduto)
- Tommaso Morganti, O.Cist. † (1409 - 17 marzo 1419 nominato vescovo di Nocera Umbra)
- Curello Ciccaro † (19 dicembre 1419 - 1429 deceduto)
- Tommaso Ammirato, O.S.B. † (2 marzo 1429 - 1438 deceduto)
- Guido Giudano, O.F.M. † (6 agosto 1438 - 13 luglio 1453 nominato arcivescovo di Bari e Canosa)
- Antonio Ricci † (20 luglio 1453 - 24 dicembre 1483 deceduto)
- Roberto Caracciolo, O.F.M. † (8 marzo 1484 - 18 luglio 1485 nominato vescovo di Aquino)
- Antonio Tolomei † (18 luglio 1485 - 1498 deceduto)
  - Luigi d'Aragona † (19 dicembre 1498 - 24 marzo 1502 dimesso) (amministratore apostolico)
- Giacomo Piscicelli † (24 marzo 1502 - 1507 deceduto)
- Pietro Matteo d'Aquino † (18 febbraio 1508 - 1511 deceduto)
- Ugolino Martelli † (9 aprile 1511 - 18 maggio 1517 nominato vescovo di Narni)
- Giovanni Antonio Acquaviva d'Aragona † (18 maggio 1517 - 1525 deceduto)
- Consalvo di Sangro † (19 gennaio 1525 - 1530 deceduto)
- Alfonso di Sangro † (9 marzo 1530 - 20 aprile 1534 dimesso)
  - Ippolito de' Medici † (20 aprile 1534 - 26 febbraio 1535 dimesso) (amministratore apostolico)
- Giovanni Battista Castromediano † (26 febbraio 1535 - 17 gennaio 1552 deceduto)
- Braccio Martelli † (12 febbraio 1552 - 17 agosto 1560 deceduto)
  - Giovanni Michele Saraceni † (13 settembre 1560 - 29 novembre 1560) (amministratore apostolico)
- Annibale Saraceno † (29 novembre 1560 - 1591 dimesso)
- Scipione Spina † (10 maggio 1591 - 6 marzo 1639 deceduto)
- Luigi Pappacoda † (30 maggio 1639 - 17 dicembre 1670 deceduto)
- Antonio Pignatelli † (4 maggio 1671 - 12 gennaio 1682 nominato vescovo di Faenza)
- Michele Pignatelli, C.R. † (26 gennaio 1682 - 20 novembre 1695 deceduto)
- Fabrizio Pignatelli † (2 aprile 1696 - 12 maggio 1734 deceduto)
- Giuseppe Maria Ruffo di Bagnara † (25 maggio 1735 - 3 febbraio 1744 nominato arcivescovo di Capua)
- Scipione Sersale † (3 febbraio 1744 - 11 luglio 1751 deceduto)
- Alfonso Sozy Carafa, C.R.S. † (15 novembre 1751 - 19 febbraio 1783 deceduto)
  - Sede vacante (1783-1792)
- Salvatore Spinelli, O.S.B. † (26 marzo 1792 - 18 dicembre 1797 nominato arcivescovo di Salerno)
  - Sede vacante (1797-1818)
- Nicola Caputo † (21 dicembre 1818 - 6 novembre 1862 deceduto)
  - Sede vacante (1862-1872)
- Valerio Laspro † (6 maggio 1872 - 20 marzo 1877 nominato arcivescovo di Salerno)
- Salvatore Luigi Zola, C.R.L. † (22 giugno 1877 - 27 aprile 1898 deceduto)
- Evangelista Di Milia, O.F.M.Cap. † (10 novembre 1898 - 17 settembre 1901 deceduto)
- Gennaro Trama † (14 febbraio 1902 - 9 novembre 1927 deceduto)
- Alberto Costa † (7 dicembre 1928 - 2 agosto 1950 deceduto)
- Francesco Minerva † (17 dicembre 1950 - 27 gennaio 1981 ritirato)
- Michele Mincuzzi † (27 gennaio 1981 - 7 dicembre 1988 ritirato)
- Cosmo Francesco Ruppi † (7 dicembre 1988 - 16 aprile 2009 ritirato)
- Domenico Umberto D'Ambrosio (16 aprile 2009 - 29 settembre 2017 ritirato)
- Michele Seccia (29 settembre 2017 - 18 giugno 2025 dimesso)
- Angelo Raffaele Panzetta, succeduto il 18 giugno 2025

## Prelati originari dell'arcidiocesi di Lecce
Viventi
- cardinale Salvatore De Giorgi, arcivescovo emerito di Palermo
- Fernando Filograna, vescovo di Nardò-Gallipoli
- Donato Negro, arcivescovo emerito di Otranto
- Luigi Pezzuto, arcivescovo titolare di Torre di Proconsolare, già nunzio apostolico in Bosnia-Erzegovina e Montenegro
- Lucio Angelo Renna, vescovo emerito di San Severo
- Cardinale Marcello Semeraro, prefetto del Dicastero delle cause dei santi e amministratore apostolico dell'abbazia territoriale di Santa Maria di Grottaferrata.

Deceduti
- Giuseppe Camassa (1835 - 1916), arcivescovo titolare di Trebisonda[35]
- Giuseppe Candido (1837 - 1906), vescovo di Ischia
- Giuseppe Carata (1915 - 2003), arcivescovo di Trani-Barletta-Bisceglie (-Nazareth)
- Vito De Grisantis (1941 - 2010), vescovo di Ugento-Santa Maria di Leuca
- Oronzo Luciano Durante (1867 - 1941), vescovo di San Severo[36]
- Cardinale Enrico Enriquez (1701 - 1756), arcivescovo e nunzio apostolico in Spagna
- Teodosio Maria Gargiulo (1845 - 1902), vescovo di Oria[37]
- Angelo Petrelli (1863 - 1923), vescovo di Venosa[38]
- Francesco Petronelli (1880 - 1947), arcivescovo di Trani e Barletta[39]
- Nicola Riezzo (1904 - 1998), arcivescovo di Otranto
- Giuseppe Signore (1872-1944), vescovo di Telese o Cerreto Sannita[40]

## Statistiche
L'arcidiocesi nel 2023 su una popolazione di 265.602 persone contava 262.306 battezzati, corrispondenti al 98,8% del totale.
| anno | popolazione | popolazione | popolazione | presbiteri | presbiteri | presbiteri | presbiteri                | diaconi | religiosi | religiosi | parrocchie |
| anno | battezzati  | totale      | %           | numero     | secolari   | regolari   | battezzati per presbitero | diaconi | uomini    | donne     | parrocchie |
| ---- | ----------- | ----------- | ----------- | ---------- | ---------- | ---------- | ------------------------- | ------- | --------- | --------- | ---------- |
| 1950 | 163.000     | 164.000     | 99,4        | 270        | 180        | 90         | 603                       |         | 170       | 580       | 39         |
| 1970 | 225.274     | 225.324     | 100,0       | 220        | 155        | 65         | 1.023                     |         | 83        | 560       | 52         |
| 1980 | 247.096     | 247.177     | 100,0       | 213        | 142        | 71         | 1.160                     |         | 99        | 519       | 65         |
| 1990 | 265.376     | 269.708     | 98,4        | 214        | 148        | 66         | 1.240                     | 3       | 86        | 427       | 74         |
| 1999 | 255.000     | 257.804     | 98,9        | 206        | 151        | 55         | 1.237                     | 25      | 78        | 393       | 76         |
| 2000 | 266.000     | 268.580     | 99,0        | 205        | 151        | 54         | 1.297                     | 27      | 67        | 358       | 76         |
| 2001 | 265.000     | 267.224     | 99,2        | 212        | 152        | 60         | 1.250                     | 30      | 76        | 324       | 76         |
| 2002 | 274.770     | 276.979     | 99,2        | 213        | 153        | 60         | 1.290                     | 30      | 75        | 324       | 76         |
| 2003 | 250.123     | 252.923     | 98,9        | 208        | 148        | 60         | 1.202                     | 31      | 75        | 324       | 76         |
| 2004 | 258.225     | 260.988     | 98,9        | 200        | 140        | 60         | 1.291                     | 31      | 74        | 334       | 76         |
| 2013 | 273.697     | 274.517     | 99,7        | 180        | 122        | 58         | 1.520                     | 38      | 75        | 277       | 77         |
| 2016 | 295.280     | 296.580     | 99,6        | 162        | 115        | 47         | 1.822                     | 35      | 63        | 248       | 77         |
| 2019 | 289.770     | 291.300     | 99,5        | 183        | 125        | 58         | 1.583                     | 34      | 68        | 230       | 77         |
| 2021 | 269.390     | 270.210     | 99,7        | 179        | 124        | 55         | 1.504                     | 33      | 65        | 209       | 77         |
| 2023 | 262.306     | 265.602     | 98,8        | 170        | 119        | 51         | 1.542                     | 27      | 56        | 186       | 77         |